# Brahui (volk)
De Brahui (Brahui: براہوئی), Brahvi of Brohi, zijn een Dravidisch sprekende etnische groep van ongeveer 2,2 miljoen mensen, waarvan de overgrote meerderheid in Beloetsjistan (Pakistan) wonen. Ze worden ook in kleine aantallen gevonden in Afghanistan en Iran, waar ze inheems zijn, maar ze worden ook via hun diaspora in andere landen in het Midden-Oosten gevonden. Ze bezetten voornamelijk het gebied in Beloetsjistan van Bolan Pass via de Bolan Hills tot Ras Muari (Cape Monze) aan de Arabische zee en scheiden het Beloetsji-volk van Beloetsjistan in het westen en het Sindhi-volk van Sindh in het oosten.
De Brahui's bestaan bijna geheel uit soennitische moslims. Er is een gevarieerd taalgebruikspatroon onder de Brahui: sommige van de samenstellende groepen spreken voornamelijk de Brahui-taal, een Dravidische taal die contrasteert met de Indo-Iraanse talen die in het grootste deel van de regio worden gesproken, sommige Brahui's zijn tweetalig in Beloetsji en Brahui, terwijl anderen alleen Beloetsji spreken.

## Afkomst
Het feit dat andere Dravidische talen alleen verder naar het zuiden van India bestaan, heeft geleid tot verschillende speculaties over de oorsprong van de Brahui. Er zijn drie hypothesen met betrekking tot de Brahui die zijn voorgesteld door academici.
Een theorie is dat de Brahui een relictpopulatie van Dravidianen zijn, omringd door sprekers van Indo-Iraanse talen, overgebleven uit een tijd dat het Dravidian meer wijdverspreid was.
Een tweede theorie is dat ze tijdens de vroege moslimperiode van de 13e of 14e eeuw vanuit het binnenland van India naar Beloetsjistan migreerden.
De derde theorie zegt dat de Brahui na 1000 na Christus vanuit Centraal-India naar Beloetsjistan migreerden.
De afwezigheid van enige oudere Iraanse (Avestaanse) invloed in Brahui ondersteunt deze laatste hypothese. De belangrijkste Iraanse bijdrage aan de Brahui-woordenschat is een noordwestelijke Iraanse taal, Beloetsji, Sindhi en zuidoostelijke Iraanse taal, het Pasjtoe. De Brahui hebben echter geen hogere genetische affiniteit met de Dravidische bevolking in India dan andere naburige Indo-Iraanse Pakistanen. Pagani et al. Concluderen dat dit aantoont dat de Brahui, hoewel ze een Dravidische taal spraken, hun Dravidische genetische component volledig had vervangen door Indo-Iraanse sprekers, wat suggereert dat de Brahui afstammelingen zijn van een eerdere relictpopulatie wiens genomen werden vervangen wanneer meer recente Indo-Iraanse sprekers arriveerden in Zuid-Azië. Taalkundige bevindingen en mondelinge geschiedenissen van de Brahui zeggen echter anders.